# Tahsin Özgüç
Tahsin Özgüç (Kardzjali, Bulgarije, 12 maart 1916 - Ankara, 28 oktober 2005) was een Turks Kleinaziatisch archeoloog.
Tahsin Özgüç behoorde tot de eerste generatie in Turlijke opgeleide archeologen. Aan de nieuw opgerichte Universiteit Ankara waren onder andere Duitse archeologen in ballingschap zoals Hans Henning von der Osten en de Oud-Oriëntalist  Hans Gustav Güterbock en Benno Landsberger zijn leermeesters. In 1942 kreeg hij een doctorstitel, in 1945 werd hij assistent, 1946 docent en in 1954 uiteindelijk professor. Als gastdocent bezocht hij  in 1962 tot 1964  Princeton, en 1964 de Universiteit van Saarland  en in 1975/76 de LMU München.
In 1948 begon Özgüç met zijn belangrijkste werk, dat hem meer dan vijf decennia zou bezighouden, de opgravingen in Kültepe, de plaats waar de  Assyrische handelsnederzetting Kaneš gelegen was. Andere opgravingen voerden hem onder andere naar Altıntepe in het noordoosten van Turkije en naar Maşat Höyük.
Naast zijn wetenschappelijk werk was Özgüç actief in het academisch bestuurswerk. Hij was in 1968/69 decaan van zijn vakgroep en van 1969 tot 1980  Rector van de Universiteit van Ankara. Hij vond erkenning als Nestor van de Archeologie van Klein-Azië (FU-Nachrichten 6/2001) en als lid van de regeringscommissie voor de hervorming van het onderwijssysteem. Hij weeft een groot stempel gedrukt op de opbouw van het universitaire stelsel van Turkije.
In mei 2001 ontving hij een eredoctoraat aan de Vrije Universiteit van Berlijn. Een grote tentoonstelling over de Hettieten in 2001 in Keulen en Bonn was ook het initiatief van Özgüç. Hij was lid van de Bayerische Akademie der Wissenschaften, van het Amerikaanse Instituut voor Archeologie, het  Deutsches Archäologisches Institut, de British Academy en andere Turkse en internationale verenigingen.